# Ooooooohhh.... On the TLC Tip
Ooooooohhh.... On the TLC Tip is een album TLC.
De band werd in 1992 bekend dankzij de singles Ain't 2 Proud 2 Beg en Baby-Baby-Baby van het succesvolle album Ooooooohhh ... On The TLC Tip. In de Verenigde Staten scoorden zij ook met What About Your Friends en Hat 2 Da Back, maar daarbuiten was het succes van die singles wisselend. Hun debuutalbum werd viervoudig platina in de Verenigde Staten.

## Track listing
Alle muziek en teksten zijn geschreven door TLC. 
| Nr. | Titel                         | Duur |
| --- | ----------------------------- | ---- |
| 1.  | Intro                         | 0:30 |
| 2.  | Ain't 2 Proud 2 Beg           | 5:36 |
| 3.  | Shock Dat Monkey              | 5:08 |
| 4.  | Intermission I                | 0:19 |
| 5.  | Hat 2 Da Back                 | 4:16 |
| 6.  | Das Da Way We Like Em         | 5:02 |
| 7.  | What About Your Friends       | 4:54 |
| 8.  | his Story                     | 4:22 |
| 9.  | Intermission II               | 0:59 |
| 10. | Bad by Myself                 | 3:55 |
| 11. | Somethin' You Wanna Know      | 5:43 |
| 12. | Baby-Baby-Baby                | 5:15 |
| 13. | This Is How It Should Be Done | 4:27 |
| 14. | Depend on Myself              | 4:12 |
| 15. | Conclusion                    | 0:51 |